# Austrostipa
Az Austrostipa az egyszikűek (Liliopsida) osztályának perjevirágúak (Poales) rendjébe, ezen belül a perjefélék (Poaceae) családjába tartozó nemzetség.
Ezek a növényfajok korábban az árvalányhaj (Stipa) nemzetségbe voltak besorolva. Egyes kutatások szerint ez a növénynemzetség a miocén kor első felében, azaz 20-15 millió évvel ezelőtt jelenhetett meg.

## Előfordulásuk
A különböző Austrostipa-fajok eredeti előfordulási területe Ausztrália egész felülete, beleértve Tasmaniát is, valamint Új-Zéland és a Dél-afrikai Köztársaság. Az ember betelepítette Argentína északnyugati részeire, a Húsvét-szigetre és a Norfolk-szigetre.

## Rendszerezés
A nemzetségbe az alábbi 64 faj tartozik:
- Austrostipa acrociliata (Reader) S.W.L.Jacobs & J.Everett
- Austrostipa aphylla (Rodway) S.W.L.Jacobs & J.Everett
- Austrostipa aquarii (Vickery, S.W.L.Jacobs & J.Everett) S.W.L.Jacobs & J.Everett
- Austrostipa aristiglumis (F.Muell.) S.W.L.Jacobs & J.Everett
- Austrostipa bigeniculata (Hughes) S.W.L.Jacobs & J.Everett
- Austrostipa blackii (C.E.Hubb.) S.W.L.Jacobs & J.Everett
- Austrostipa blakei (Vickery, S.W.L.Jacobs & J.Everett) S.W.L.Jacobs & J.Everett
- Austrostipa breviglumis (J.M.Black) S.W.L.Jacobs & J.Everett
- Austrostipa bronwenae A.R.Williams
- Austrostipa campylachne (Nees) S.W.L.Jacobs & J.Everett
- Austrostipa centralis (Vickery, S.W.L.Jacobs & J.Everett) S.W.L.Jacobs & J.Everett
- Austrostipa compressa (R.Br.) S.W.L.Jacobs & J.Everett
- Austrostipa crinita (Gaudich.) S.W.L.Jacobs & J.Everett
- Austrostipa curticoma (Vickery) S.W.L.Jacobs & J.Everett
- Austrostipa densiflora (Hughes) S.W.L.Jacobs & J.Everett
- Austrostipa dongicola (Vickery, S.W.L.Jacobs & J.Everett) S.W.L.Jacobs & J.Everett
- Austrostipa drummondii (Steud.) S.W.L.Jacobs & J.Everett
- Austrostipa echinata (Vickery, S.W.L.Jacobs & J.Everett) S.W.L.Jacobs & J.Everett
- Austrostipa elegantissima (Labill.) S.W.L.Jacobs & J.Everett
- Austrostipa eremophila (Reader) S.W.L.Jacobs & J.Everett
- Austrostipa exilis (Vickery) S.W.L.Jacobs & J.Everett
- Austrostipa feresetacea (Vickery, S.W.L.Jacobs & J.Everett) S.W.L.Jacobs & J.Everett
- Austrostipa flavescens (Labill.) S.W.L.Jacobs & J.Everett
- Austrostipa geoffreyi S.W.L.Jacobs & J.Everett
- Austrostipa gibbosa (Vickery) S.W.L.Jacobs & J.Everett
- Austrostipa hemipogon (Benth.) S.W.L.Jacobs & J.Everett
- Austrostipa jacobsiana A.R.Williams
- Austrostipa juncifolia (Hughes) S.W.L.Jacobs & J.Everett
- Austrostipa lanata (Vickery, S.W.L.Jacobs & J.Everett) S.W.L.Jacobs & J.Everett
- Austrostipa macalpinei (Reader) S.W.L.Jacobs & J.Everett
- Austrostipa metatoris (J.Everett & S.W.L.Jacobs) S.W.L.Jacobs & J.Everett
- Austrostipa mollis (R.Br.) S.W.L.Jacobs & J.Everett - típusfaj
- Austrostipa muelleri (Tate) S.W.L.Jacobs & J.Everett
- Austrostipa multispiculis (J.M.Black) S.W.L.Jacobs & J.Everett
- Austrostipa mundula (J.M.Black) S.W.L.Jacobs & J.Everett
- Austrostipa nitida (Summerh. & C.E.Hubb.) S.W.L.Jacobs & J.Everett
- Austrostipa nivicola (J.H.Willis) S.W.L.Jacobs & J.Everett
- Austrostipa nodosa (S.T.Blake) S.W.L.Jacobs & J.Everett
- Austrostipa nullanulla (J.Everett & S.W.L.Jacobs) S.W.L.Jacobs & J.Everett
- Austrostipa nullarborensis (Vickery, S.W.L.Jacobs & J.Everett) S.W.L.Jacobs & J.Everett
- Austrostipa oligostachya (Hughes) S.W.L.Jacobs & J.Everett
- Austrostipa petraea (Vickery) S.W.L.Jacobs & J.Everett
- Austrostipa pilata (S.W.L.Jacobs & J.Everett) S.W.L.Jacobs & J.Everett
- Austrostipa platychaeta (Hughes) S.W.L.Jacobs & J.Everett
- Austrostipa plumigera (Hughes) S.W.L.Jacobs & J.Everett
- Austrostipa puberula (Steud.) S.W.L.Jacobs & J.Everett
- Austrostipa pubescens (R.Br.) S.W.L.Jacobs & J.Everett
- Austrostipa pubinodis (Trin. & Rupr.) S.W.L.Jacobs & J.Everett
- Austrostipa pycnostachya (Benth.) S.W.L.Jacobs & J.Everett
- Austrostipa ramosissima (Trin.) S.W.L.Jacobs & J.Everett
- Austrostipa rudis (Spreng.) S.W.L.Jacobs & J.Everett
- Austrostipa scabra (Lindl.) S.W.L.Jacobs & J.Everett
- Austrostipa semibarbata (R.Br.) S.W.L.Jacobs & J.Everett
- Austrostipa setacea (R.Br.) S.W.L.Jacobs & J.Everett
- Austrostipa stipoides (Hook.f.) S.W.L.Jacobs & J.Everett
- Austrostipa stuposa (Hughes) S.W.L.Jacobs & J.Everett
- Austrostipa tenuifolia (Steud.) S.W.L.Jacobs & J.Everett
- Austrostipa trichophylla (Benth.) S.W.L.Jacobs & J.Everett
- Austrostipa tuckeri (F.Muell.) S.W.L.Jacobs & J.Everett
- Austrostipa variabilis (Hughes) S.W.L.Jacobs & J.Everett
- Austrostipa velutina (Vickery, S.W.L.Jacobs & J.Everett) S.W.L.Jacobs & J.Everett
- Austrostipa verticillata (Nees ex Spreng.) S.W.L.Jacobs & J.Everett
- Austrostipa vickeryana (J.Everett & S.W.L.Jacobs) S.W.L.Jacobs & J.Everett
- Austrostipa wakoolica (Vickery, S.W.L.Jacobs & J.Everett) S.W.L.Jacobs & J.Everett